# Virages (revue)
Pour les articles homonymes, voir Virages.
Virages est une revue littéraire canadienne francophone consacrée exclusivement au genre de la nouvelle ( (ISSN 1203-8792)). Fondée en 1997, Virages est dirigée depuis 1998 par l'écrivaine franco-ontarienne Marguerite Andersen (née en 1926) et, sous son impulsion, voit à un dosage permanent des écrivains consacrés et des nouveaux écrivains dans ses pages. Des auteurs de tout le monde francophone ont publié dans Virages. La revue parait quatre fois l'an.
Virages est membre de la Société de développement des périodiques culturels québécois.